# Władysław Folkierski (ojciec)

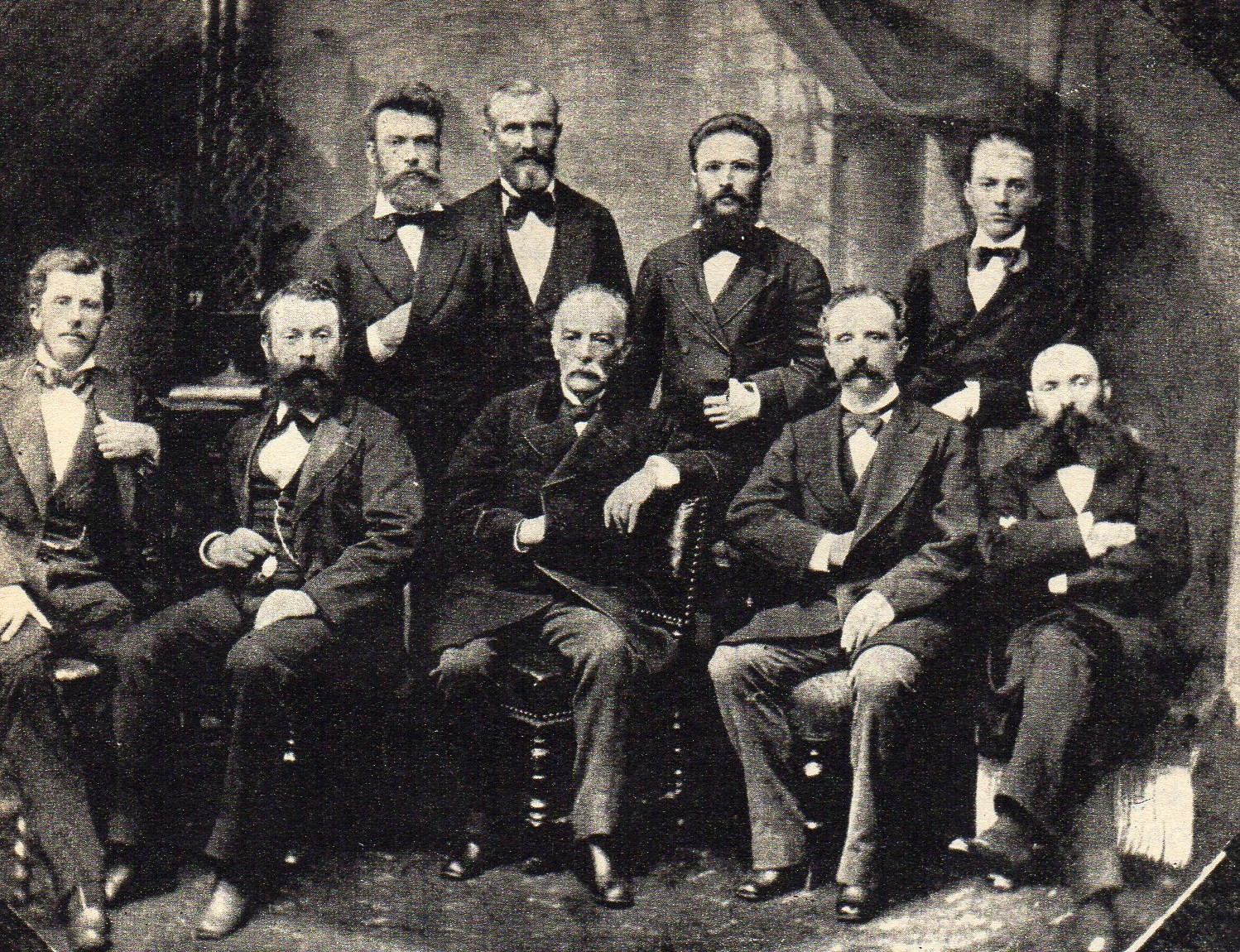
Z grupą polskich inżynierów, od lewej siedzą: Tadeusz Stryjeński, Władysław Folkierski (ojciec), Ernest Malinowski, Edward Jan Habich, Leonard Laskowski, a stoją: Ksawery Wakulski, Aleksander Babiński, Władysław Kluger (inżynier), Jan Sztolcman, Peru (1874)

Władysław Folkierski (ur. 24 października 1841 w Warszawie, zm. 24 kwietnia 1904 w Zakopanem) – polski matematyk, inżynier budowlany, uczestnik powstania styczniowego oraz profesor uniwersytetu w Limie w Peru.

## Rodzina
Władysław Folkierski urodził się w Warszawie w 1841 roku ze związku szlachcica herbu Radwan – Piotra Aleksandra Folkierskiego oraz Barbary Rydeckiej. Piotr Folkierski był właścicielem majątku ziemskiego oraz jednym z pionierów stosowania w rolnictwie na terenie Królestwa Polskiego maszyn z napędem parowym. 
Władysław Folkierski był ojcem profesora Uniwersytetu Jagiellońskiego, również Władysława, a także urodzonych w Peru: Carlosa (ur. 1878), Marii Lucii Elizy (ur. 1879), Marii Julii Eleny (ur. 5 maja 1882) oraz Marii Inès Sophii Trinidad (ur. 3 maja 1884).

## Życiorys

### Warszawa, Karlsruhe, Paryż
Po skończeniu szkoły średniej w Warszawie w wieku dwudziestu jeden lat ukończył studia na wydziale inżynierii Wielkoksiążęcej Badeńskiej Szkoły Politechnicznej w Karlsruhe. Później podjął studia w paryskiej Szkole Dróg i Mostów oraz na Sorbonie. Był współzałożycielem polskiego Towarzystwa Nauk Ścisłych w Paryżu, publikującego dzieła naukowe Polaków na emigracji. W towarzystwie tym pełnił funkcję sekretarza. Był również redaktorem „Pamiętnika Towarzystwa Nauk Ścisłych”.
Gdy w roku 1863 wybuchło powstanie styczniowe, wrócił do kraju i zgłosił się na ochotnika do oddziałów powstańczych. Wcielony został do pułku „Dzieci Warszawy”, gdzie uzyskał awans na kapitana. Po upadku powstania wrócił do Paryża, żeby ukończyć przerwane studia. Ukończył inżynierię dróg i mostów, dodatkowo uzyskując na Sorbonie stopnie naukowe licencjata nauk matematycznych oraz nauk fizycznych. W 1870 roku w Paryżu Folkierski opublikował w dwóch tomach swoją najbardziej znaną pracę Zasady rachunku różniczkowego i całkowego z zastosowaniami, która po latach (w prasowym plebiscycie) została uznana za najlepszą polską książkę naukową XIX wieku.
W latach 1870–1871 brał udział po stronie francuskiej w wojnie z Prusami. Po klęsce Napoleona III uczestniczył w obronie Paryża, pełniąc funkcję oficera służby elektrotechnicznej, za co został odznaczony Oficerskim Krzyżem Legii Honorowej. Po zakończeniu wojny wystąpił z wojska.

### Ameryka Południowa
W 1873 roku na zaproszenie rządu w Limie wyjechał do Peru, gdzie pracował jako inżynier rządowy. Podczas tzw. wojny o Pacyfik pomiędzy połączonymi siłami Boliwii i Peru przeciw siłom Chile, która toczyła się w latach 1879–1884, Władysław Folkierski zajmował się fortyfikacją portów La Punta i Callao. Po wojnie rozbudowywał sieć kolejową w południowym Peru. Rząd tego państwa powierzył mu odbudowę zniszczonej wojną i powodzią linii kolejowej Mollendo–Arequipa–Puno oraz przedłużenie jej do Cuzco, słynącego z licznych zabytków cywilizacji Inków. Wraz z rozbudową kolei polski inżynier kierował również budową linii telegraficznej pomiędzy Puno a Cuzco. Zarządzał również przez pewien czas żeglugą parową na jeziorze Titicaca.
W 1874 opracował własny projekt mostu wiszącego, który był tani w produkcji oraz łatwy do przewożenia i montażu. Jego przeznaczeniem było zapewnienie przepraw mostowych przez górskie i trudne do przekroczenia peruwiańskie rzeki. 
W latach 1876–1885 wykładał na uniwersytecie w Limie, gdzie unowocześnił nauczanie przedmiotów ścisłych. Po szesnastu latach pobytu w Ameryce Południowej w 1889 roku powrócił do Paryża gdzie w Conservatoire National des Arts et Métiers uczestniczył w wykładach na temat nowej wówczas dziedziny wiedzy – elektrotechniki.

### Powrót do Polski
W 1892 roku podjął decyzję powrotu do ojczyzny, ale ze względu na udział w powstaniu styczniowym nie mógł wrócić do Warszawy, znajdującej się w zaborze rosyjskim, i osiedlił się we Lwowie w zaborze austriackim. Tam pracował m.in. przy budowie kolei na liniach Stanisławów-Woronienka w latach 1894 roku do 1896 roku i Chabówka-Zakopane w 1898 roku do 1899 roku prowadził też roboty inżynierskie przy wodociągach w Kuźnicach. Spoczywa na Cmentarzu na Pęksowym Brzysku w Zakopanem (sektor L-I-50).

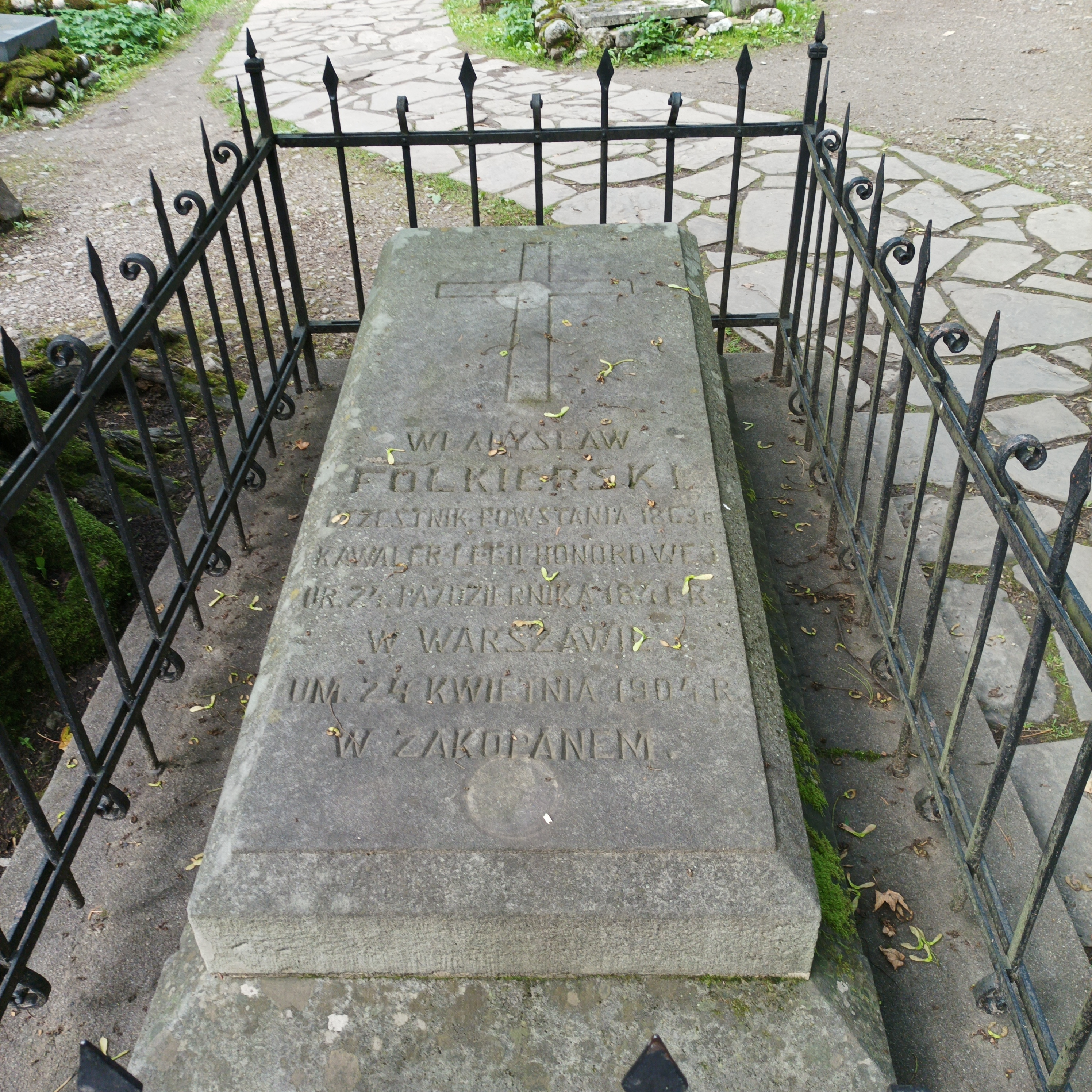
Grób Władysława Folkierskiego na Cmentarzu Zasłużonych na Pęksowym Brzyzku

## Dzieła
Władysław Folkierski był poliglotą, który opublikował wiele prac naukowych w języku polskim, francuskim oraz hiszpańskim z dziedziny matematyki, mechaniki, geodezji, astronomii oraz meteorologii. Zamieszczał swoje artykuły na te tematy w hiszpańskojęzycznych czasopismach „Anales del Saber”, „Anales Universitarias del Perú” i „Memorias de Ciencias”. Wydał wiele prac naukowych w tym m.in.:
- Zasady rachunku różniczkowego i całkowego z zastosowaniami I i II tom (1870)[12][5],
- O równaniach różniczkowych częściowych jednoczesnych (1873)[13],
- Kilka słów o słownictwie w naukach ścisłych (1873),
- Materyały do słownictwa naukowego polskiego (1875),
- Puentes hamacas (1875),
- Ernest Malinowski i kolej przez Kordylierę Andów (1899),
- Kolej Chabówka-Zakopane i udział kraju w budowie kolei lokalnych (1900)[14].

Materiały archiwalne Władysława Folkierskiego znajdują się w PAN Archiwum w Warszawie pod sygnaturą III-132.

## Upamiętnienie
- Płaskorzeźba Władysława Folkierskiego znajduje się na pomniku wdzięczności Polakom w parku nazwanym na ich cześć Parkiem Polonia. Pomnik nazywany Monumento a los Ingenieros Polacos wzniesiony został w 1914 roku w Limie w dzielnicy Jesus Maria. Centralna jego część poświęcona jest Edwardowi Janowi Habichowi na obu bokach znajdują się także rzeźby na cześć innych polskich inżynierów, którzy budowali obiekty w Peru w tym oprócz Folkierskiego także Aleksandra Babińskiego oraz Ksawerego Franciszka Wakulskiego[16].